# Ziczacella dworakowskae
Ziczacella dworakowskae är en insektsart som först beskrevs av Anufriev 1969.  Ziczacella dworakowskae ingår i släktet Ziczacella och familjen dvärgstritar. Inga underarter finns listade i Catalogue of Life.